# 89956 Лейбахер
89956 Лейбахер (89956 Leibacher) — астероїд головного поясу, відкритий 6 червня 2002 року.
Тіссеранів параметр щодо Юпітера — 3,089.